# أدب لغة الإشارة الأمريكية
يعد أدب لغة الإشارة الأمريكية (ASL literature) أحد أهم التجارب الثقافية المشتركة في مجتمع الصم الأمريكي. تطورت الأنواع الأدبية في البداية في معاهد الصم السكنية، مثل المدرسة الأمريكية للصم في هارتفورد، كونيتيكت، حيث تطورت لغة الإشارة الأمريكية كلغة في أوائل القرن التاسع عشر. هناك العديد من أنواع أدب لغة الإشارة الأمريكية، مثل سرد التجارب الشخصية، والشعر، والقصص السينمائية، والحكايات الشعبية، والأعمال المترجمة، والخيال الأصلي والقصص التي تحتوي على قيود شكل اليد. يستخدم مؤلفو أدب لغة الإشارة الأمريكية أجسادهم كنص لأعمالهم، والذي يقرأه ويفهمه جمهورهم بصريًا. في التطور المبكر لأنواع الأدب بلغة الإشارة الأمريكية، لم يتم تحليل الأعمال بشكل عام كما يتم تحليل النصوص المكتوبة، ولكن الانتشار المتزايد لأدب لغة الإشارة الأمريكية على الفيديو أدى إلى تحليل أكبر لهذه الأنواع.
تطور العديد من المجتمعات الثقافية تقاليدها الشعبية الخاصة، ومجتمع الصم ليس استثناءً. تساعد مثل هذه التقاليد على ترسيخ الهوية الثقافية للمجموعة، وتساعد في تثقيف كل جيل لاحق حول القيم الثقافية المشتركة للمجتمع.:88 وتشير سوزان رذرفورد إلى أن هذه الأنواع من القصص المشتركة مهمة بشكل خاص للمجتمعات الأقلية التي واجهت القمع من ثقافة الأغلبية، كما حدث مع مجتمع الصم. من خلال الفولكلور وغيره من أشكال سرد القصص، يتمكن مجتمع الصم من تأسيس وتأكيد هويته الثقافية حتى يتمكن أعضاؤه من تطوير شعورهم بذواتهم.:114 غالبًا ما تؤكد أدبيات لغة الإشارة الأمريكية على التجارب المشتركة بين مجتمع الصم، سواء فيما يتعلق بهويتهم الصم أو بوضعهم كمجموعة أقلية.

## الأصول والتاريخ

### تأثير معاهد الصم على أدبيات لغة الإشارة الأمريكية
لغة الإشارة الأمريكية (ASL) هي اللغة المشتركة لمجتمع الصم وضعاف السمع في أمريكا الشمالية. تعتمد العضوية في هذا المجتمع في المقام الأول على القيم الثقافية المشتركة، بما في ذلك لغة الإشارة المشتركة. لا يُعتبر الأشخاص الذين يعانون من الصمم الجسدي أو ضعف السمع ولكنهم لا يتشاركون نفس اللغة والقيم الثقافية أعضاءً في مجتمع الصم.:1–2 يولد حوالي 95% من الأطفال الصم لآباء يسمعون ولكنهم غير ملمين بمجتمع الصم، وبالتالي فإن الأطفال الصم غالبًا لا يتعرضون لثقافات وتقاليد مجتمع الصم في بيئتهم المنزلية.:443 تعتبر مدارس الأطفال الصم، المعروفة باسم معاهد الصم، البيئة التي يتم فيها تعريف الأطفال الصم بثقافة مجتمعهم، بما في ذلك أدبيات لغة الإشارة الأمريكية.:3
تم إنشاء أول معهد من هذا النوع، المدرسة الأمريكية للصم (ASD) في هارتفورد، كونيتيكت، في عام 1817 على يد توماس جالوديت ولوران كليرك (التي كانت تسمى آنذاك اللجوء الأمريكي لتعليم الصم والبكم).:20 منذ إنشاء ASD كمدرسة داخلية، أنشأ الطلاب الصم الذين يعيشون هناك مجتمعًا لغويًا جديدًا حيث اختلطت لغات الإشارة المحلية والإقليمية من جميع أنحاء البلاد مع لغة الإشارة الفرنسية التي يدرسها كليرك مما أدى إلى تطوير لغة الإشارة الأمريكية كلغة قائمة بذاتها.:4–5 كان المجتمع الذي تشكل في ASD مجتمعًا فكريًا ناجحًا لدرجة أن معاهد الصم الأخرى بدأت في الافتتاح في جميع أنحاء البلاد في أي مكان يوجد فيه عدد كبير من الصم.:20 سمح هذا لمجتمع الصم بإنشاء ثقافة فرعية خاصة به، منفصلة عن ثقافة السمع السائدة، والتطور كأقلية لغوية.:5
أدى ارتفاع عدد معاهد الصم في جميع أنحاء البلاد إلى زيادة عدد الأفراد الصم المتعلمين والمتعلمين.:21 وقد أدى هذا إلى تطوير تقاليد سرد القصص بلغة الإشارة الأمريكية في معاهد الصم.:24 خلال الأيام الأولى لتعليم الصم، لم يتم الاعتراف بلغة الإشارة الأمريكية كلغة متطورة بالكامل، وبالتالي لم يتم اعتبارها وسيلة لغوية مناسبة للتأليف الأدبي. وقد أدى هذا إلى قيام العديد من الأفراد الصم بكتابة أعمالهم باللغة الإنجليزية المكتوبة، والتي كانت اللغة الأساسية للتدريس في ذلك الوقت. وفي الوقت نفسه، بدأت الأشكال الأدبية للغة الإشارة الأمريكية في التطور حيث بدأ مجتمع الصم في إخبار القصص لبعضهم البعض بلغتهم العامية الخاصة. يتضمن ذلك الأعمال المترجمة من الإنجليزية إلى لغة الإشارة الأمريكية بالإضافة إلى السرد الأصلي.:4–5 انتشرت قصص لغة الإشارة الأمريكية في مناطق مختلفة في أمريكا عندما اجتمعت معاهد الصم المختلفة للمشاركة في فعاليات مثل الرياضة. تتيح هذه العملية لرواة القصص المبتدئين ممارسة حرفتهم أمام جماهير جديدة. بعد انتهاء سنوات دراستهم، قد يرى أعضاء مجتمع الصم من مدارس مختلفة بعضهم البعض مرة أخرى في تجمعات مجتمع الصم، حيث قد يُطلب من رواة القصص تقديم سردهم.:24

### أقدم تسجيلات الأفلام لأدب لغة الإشارة الأمريكية
على الرغم من نجاح تعليم الصم خلال الجزء الأول من القرن التاسع عشر، إلا أن نظام التعليم شهد بحلول ستينيات القرن التاسع عشر تحولاً حيث بدأ مجتمع السمع في تقديم الطريقة الشفوية لتعليم الطلاب الصم، والتي أكدت على نهج الكلام فقط في التعليم ولم تسمح بلغة الإشارة الأمريكية في الفصل الدراسي. كان الاعتقاد الأساسي في ذلك الوقت هو أن هذا من شأنه أن يساعد الأفراد الصم على الاندماج في المجتمع بسهولة أكبر.:6 في عام 1880، عقد مؤتمر في ميلانو حيث اتخذ المعلمون قرارًا نهائيًا بأن الكلام يجب أن يكون أسلوب التدريس الأساسي في الفصول الدراسية. منذ ذلك الحين وحتى منتصف القرن العشرين، كان الطلاب الصم يتعرضون للعقاب لمنع التواصل من خلال الإشارة.:7–8 على الرغم من قمع لغة الإشارة الأمريكية في تعليم الصم، إلا أنها كانت لا تزال وسيلة شائعة للتواصل في المساكن والملاعب وأسر الصم.:8–9 بعد إدخال الطريقة الشفوية، سجلت الجمعية الوطنية للصم (NAD) مشروع فيلم من عام 1913 حتى عام 1920 خوفًا من عدم بقاء لغة الإشارة الأمريكية. أشرف جورج فيديتز على المشروع:51 وسجل أول فيلم بعنوان الحفاظ على لغة الإشارة. سعى المشروع إلى تسجيل وحفظ كلمات الأفراد الصم الذين لديهم شعور قوي بالهوية الثقافية للصم.:8 وتضمنت التسجيلات السينمائية محاضرات وقصائد وقصص وأغاني، وكلها تضم أنواعًا أدبية من لغة الإشارة الأمريكية. قام أحد رواة القصص الموثقين، جون ب. هوتشكيس، بتصوير سلسلة من القصص تسمى ذكريات هارتفورد القديمة عن وقته كطالب في ASD في ستينيات القرن التاسع عشر. من ذكرياته المسجلة، نعلم أن رواة القصص بلغة الإشارة الأمريكية، وبالتالي بعض الأنواع الأدبية الحديثة بلغة الإشارة الأمريكية على الأقل، يعود تاريخها إلى ستينيات القرن التاسع عشر على الأقل.:23

### تأثير مجتمع الصم على أدبيات لغة الإشارة الأمريكية
ومع تطور مجتمع الصم في معاهد الصم وأسرهم ونواديهم، انتقلت التقاليد الثقافية والقصص الخاصة بالمجتمع من جيل إلى جيل من خلال شيء يشبه التقاليد "الشفهية" للغات المنطوقة. في هذا السياق، يشير مصطلح "شفهي" إلى مشاركة الثقافة من خلال التفاعل مع أعضاء آخرين في مجتمع ثقافي.:21 تُدرج التقاليد الفولكلورية والسردية ضمن أنواع التفاعلات الثقافية التي تنتقل من شخص إلى آخر في مجتمع الصم.:21 هناك أيضًا قيمة عالية تُعطى للتبادل المفتوح للمعلومات، نظرًا لأن الأفراد الصم لا يستطيعون سماع المعلومات عن طريق الصدفة بالطريقة التي يستطيع الأفراد السليمون سماعها. لذلك، قد يتم اختيار رواة القصص بناءً على قدرتهم على مشاركة المعرفة بالإضافة إلى قدراتهم في سرد القصص.:104 الأفراد الذين تمت الموافقة عليهم من قبل المجتمع كمؤدين هم من يشير إليهم بن باهان باسم "الموقّعين السلسين"، والذي يعرفه على أنه "شخص كفنان لغوي يمكنه نسج قصة بسلاسة شديدة بحيث تبدو حتى العبارات المعقدة بسيطة، ولكنها جميلة".:24 يوفر هؤلاء الرواة إحساسًا بالانتماء للمجتمع لأقرانهم الصم ويساعدون في ترسيخ القيم الثقافية المشتركة.:26
تعتبر التجمعات الكبيرة لمجتمع الصم أمرًا شائعًا في ثقافة الصم الحديثة، مثل المؤتمرات أو المهرجانات، وهي ضرورية لتكوين أدبيات لغة الإشارة الأمريكية. إذا اجتمع مجتمع الصم في مجموعات صغيرة، فنادرًا ما تكون هذه وسيلة منتجة لإنشاء أدبيات لغة الإشارة الأمريكية وإدامتها.:32 ومن الأمثلة على التجمع الناجح لمجتمع الصم مهرجان طريق الصم: وهو مهرجان ومؤتمر دولي حول لغة وثقافة وتاريخ الصم. استضافته جامعة جالوديت في الفترة من 9 إلى 14 يوليو 1989، وشمل أكثر من 500 عرض وورشة عمل وفعاليات فنية وأداء، وحضره أكثر من 5000 شخص من إجمالي 76 دولة، بما في ذلك الولايات المتحدة.:33 وتسمح التجمعات مثل هذه بانتشار أدبيات لغة الإشارة الأمريكية والنشر "الشفهي" للأعمال الجديدة. غالبًا ما يغادر أعضاء مجتمع الصم المهرجان ويشاركون الأعمال الجديدة مع أصدقائهم وعائلاتهم، وقد تختلف كل نسخة مشتركة من العمل قليلاً عن الأصل، مما يؤدي إلى تمرير إصدارات متعددة من القصص عبر المجتمع.:41–42 من الشائع أن يجتمع أعضاء مجتمع الصم اجتماعيًا في حياتهم اليومية، خارج التجمعات المهرجانية الكبيرة، ويتشاركون وينشرون قصصهم السردية الشخصية وقصص لغة الإشارة الأمريكية التقليدية أو الشعبية.:35–36

### تأثير التكنولوجيا على أدبيات لغة الإشارة الأمريكية
منذ التسجيلات الأولى لأدب لغة الإشارة الأمريكية بواسطة NAD في أوائل القرن العشرين، أثرت تسجيلات أدب لغة الإشارة الأمريكية على الأفلام على تقاليد سرد القصص.:51 من أبرز الطرق التي غيّر بها الفيلم أدب لغة الإشارة الأمريكية هي جعله ثابتًا. عندما يتم نقل الأعمال الأدبية شفويًا من شخص إلى آخر، فقد تتغير قليلاً مع كل أداء، ولكن عندما يتم تسجيلها على فيلم، يتم تجميدها في شكلها الأصلي.:53 وقد أدى هذا إلى إبعاد المؤدين عن الجمهور، وبالتالي هناك فقدان للتفاعل الديناميكي بين الاثنين.:56–7 من ناحية أخرى، يسمح هذا التطور للجمهور بمشاهدة عمل أدبي بلغة الإشارة الأمريكية لفترة طويلة بعد عرضه، وبالتالي تقل احتمالية ضياعه في التاريخ.:53–4 كان فيديتز، الذي قاد مشروع فيلم NAD من عام 1913 إلى عام 1920، مدفوعًا جزئيًا برغبته في أن يتمكن من رؤية علامات أعضاء مجتمع الصم الذين ماتوا، والحفاظ على لغة الإشارة الأمريكية في شكلها الذي كان سائدًا في أوائل القرن العشرين.:55 لقد أدت تكنولوجيا الأفلام إلى زيادة وصول أدب لغة الإشارة الأمريكية إلى جمهور أوسع بكثير. يمكن لأي شخص مشاهدة أعمال لغة الإشارة الأمريكية في أي وقت يناسبه، بغض النظر عن الموقع الجغرافي.:59 لقد أثر الفيلم على أدب لغة الإشارة الأمريكية بطرق أخرى أيضًا، مثل السماح للمؤلفين بأن يكونوا أكثر تجريبية،:61 التأثير على طريقة عرض الأنواع الأدبية،:62–3 السماح للجمهور بتحليل نصوص لغة الإشارة الأمريكية بطرق جديدة،:63–5 توحيد لغة الإشارة الأمريكية عبر المناطق الجغرافية،:66 تعزيز معرفة لغة الإشارة الأمريكية،:66–7 وتعزيز الهوية الثقافية المشتركة للصم.:67

## محو الأمية
تاريخيًا، كان يُفهم أن معرفة القراءة والكتابة هي القدرة على القراءة أو الكتابة.:146 لقد تحدى انتشار أدبيات لغة الإشارة الأمريكية فكرة أن مستخدمي اللغة لا يمكنهم القراءة والكتابة إلا في اللغات ذات الأشكال المكتوبة.:1–2 يرتبط هذا المفهوم بفكرة التعدد اللغوي، وهو مصطلح صاغته مجموعة نيو لندن في عام 1996، استنادًا إلى الاعتقاد بأن محو الأمية يتم إنشاؤه من خلال البنى الاجتماعية وليس التمثيلات المكتوبة للغة.:xxi ورأوا أن التعريف التقليدي للمحو الأمية لم يعد كافيا لتمثيل أنواع المحو الأمية التي انتشرت في مجتمع متزايد التقدم على المستوى العالمي والتكنولوجيا. كانت الطريقة التي كان الأفراد يخلقون بها المعنى تعتمد على تربيتهم الثقافية، وكانت مختلفة جدًا عن الآخرين الذين تفاعلوا معهم.:1–2 بالنسبة لبعض المجتمعات، يشكل أسلوب التواصل المرئي لغة، وليس التمثيلات الأبجدية للغات التي حددت محو الأمية تقليديًا.:xxi بالنسبة لمجتمع الصم الأمريكي، توفر لغة الإشارة الأمريكية شكلاً من أشكال محو الأمية لأولئك الذين ليس لديهم إمكانية الوصول إلى لغة منطوقة كلغة أولى. إذا كان تعريف محو الأمية يقتصر على اللغات المنطوقة/المكتوبة، فسيتم اعتبار العديد من الأفراد الصم أميين.:36 يتيح الوصول إلى لغات الإشارة للأفراد الصم الاندماج في المجتمعات المتعلمة. إنه يسمح بترجمة الأدب المكتوب إلى لغة يمكن لمجتمع الصم الوصول إليها، ويساعد في تعليم الطلاب الصم من خلال مساعدتهم على تعلم قراءة النصوص المطبوعة، ويسمح للأفراد الصم بنقل ثقافتهم إلى الجيل التالي.:38–9
إذا كان تعريف محو الأمية ينطبق على جميع الأفراد المتعلمين والذين لديهم معرفة بالعالم من حولهم، فإنه من الممكن أن يكون الشخص متعلماً في أي لغة، بغض النظر عما إذا كانت منطوقة أو إشارة. تسمح معرفة القراءة والكتابة للفرد باستخلاص المعنى من اللغة واستخلاص استنتاجات حول العالم من حوله.:146–7 مع تطور مهارات القراءة والكتابة، تتطور أيضًا القدرات المعرفية بطريقة تمكن الأفراد المتعلمين من البدء في استخلاص الاستنتاجات من اللغة من خلال تطبيق معرفتهم بالعالم على ما يقال.:149 لا تحتوي لغة الإشارة الأمريكية على شكل مكتوب كما هو الحال في اللغات المنطوقة، لذا فهي تتطلب من شخص مطلع على لغة الإشارة الأمريكية أن ينظر إلى عمل من أدبيات لغة الإشارة الأمريكية ويتجاوز المعنى الحرفي للعمل وينقل معنى أعمق.:148–50 إن قدرة الراوي على نقل هذا المعنى الأعمق وقدرة الجمهور على استنتاج معنى أعمق في نص لغة الإشارة الأمريكية تتطلب مستوى عاليًا من المهارة اللغوية لجميع الأفراد المعنيين.:152
مع فكرة محو الأمية تأتي فكرة "النص"، والتي استخدمت تاريخيا للإشارة إلى اللغة في شكلها المكتوب. لا تحتوي لغة الإشارة الأمريكية واللغات الأخرى على شكل مكتوب، لذا تم توسيع تعريف "النص" ليشمل أي لغة، منطوقة أو موقعة، تم الحفاظ عليها للقراءة أو العرض مرة أخرى، مثل نص اللغة المنطوقة أو نص الفيديو للغة الإشارة. إن أية لغة مسجلة على الورق أو الفيديو تسمح لمشاهديها بتحليل محتواها ومعناها، وهو ما يعد في حد ذاته عملاً من أعمال محو الأمية. يمكن أيضًا تطوير مهارات القراءة والكتابة المعرفية التي يمكن لمستخدم اللغة تطويرها من خلال قراءة وتحليل نص على صفحة مكتوبة من خلال مشاهدة وتحليل لغة الإشارة الأمريكية المسجلة على الفيديو. إن زيادة إمكانية وصول مستخدمي لغة الإشارة الأمريكية إلى محتوى الفيديو المسجل على الإنترنت يؤدي إلى زيادة قدرتهم على تحليل نصوص لغة الإشارة الأمريكية، وبالتالي زيادة معرفة لغة الإشارة الأمريكية.:153–54 قبل تسجيل أعمال لغة الإشارة الأمريكية على الفيديو، لم تكن هناك ممارسة لتحليل الأعمال أو دراستها بشكل جدي، ولكن هذا تغير مع الانتشار المتزايد للغة الإشارة الأمريكية المسجلة.:470
يمكن وضع مفهوم التعدد اللغوي موضع الممارسة التربوية في الفصل الدراسي من خلال تزويد الطلاب بوسائل غير تقليدية للتعامل مع المواد التعليمية بناءً على هوياتهم واحتياجاتهم التعليمية الشخصية.:38 في سياق تعليم الصم، يمكن استخدام تكنولوجيا الفيديو ليس فقط لنشر وتحليل أعمال أدب لغة الإشارة الأمريكية، ولكن أيضًا لزيادة معرفة القراءة والكتابة في الفصل الدراسي من خلال تزويد الطلاب بملاحظات بصرية حول أعمالهم الخاصة. من خلال السماح للطلاب بمشاهدة تشغيل فيديو لأنفسهم، فإنهم يتمكنون من تطوير طلاقة اللغة الخاصة بهم من خلال رؤية أي من أعمالهم الشعرية أو السردية كانت أكثر أو أقل نجاحًا. تسمح هذه العملية للطلاب بتطوير قدراتهم المعرفية الخاصة والبدء في استكشاف التحليلات الأدبية العميقة لأعمالهم الخاصة.

## سمات

### تقنية التصوير السينمائي
يمكن أن تظهر التقنيات السينمائية في أي نوع من أنواع سرد القصص بلغة الإشارة الأمريكية. كان برنارد براغ أول فنان أصم يلاحظ أوجه التشابه بين قواعد لغة الإشارة والفيلم. ويشير إلى أن مفردات الفيلم تشبه إلى حد كبير مفردات لغة الإشارة، بحيث ينبغي استخدامها لوصفها وتحليلها. ويشير إلى أن لغات الإشارة ليست خطية مثل اللغات المنطوقة/المكتوبة. بل إنهم يقومون بالتقطيع بين وجهات نظر مختلفة - لقطة قريبة، ومنظر طبيعي، ولقطة طويلة، وما إلى ذلك - تمامًا كما يتم تحرير الأفلام معًا. يتولى المصورون دور كاميرا الفيلم، فيقومون بتوجيه وتغيير زاوية الرؤية التي يتلقاها الجمهور.:109–10 إن الجهاز الذي يسمح لمؤديي لغة الإشارة الأمريكية بإنشاء وهم المسافات المتنوعة لزاوية الكاميرا هو المصنفات السائدة في اللغة، والتي تستخدم لإظهار الحركة والعمل، والحجم والشكل، أو حالات الوجود للأشخاص والأشياء بصريًا. تسمح المصنفات للموقعين باستخدام أيديهم وأجسادهم ومساحة التوقيع لتحديد المشاهد بصريًا وتغيير مقياس ما يصفونه من مسافات تتراوح من القريبة جدًا إلى البعيدة جدًا.:30
يمكن تحليل الفيلم باستخدام بنيته النحوية الخاصة، وبالتالي فإن تطبيق نفس التحليل النحوي على الأنواع الأدبية في لغة الإشارة الأمريكية يضيف عمقًا للغة. دعا مانى هيرنانديز، أحد مؤدي لغة الإشارة الأمريكية، إلى تطوير معجم سينمائي جنبًا إلى جنب مع التحليلات اللغوية التقليدية لأدب لغة الإشارة الأمريكية. ويزعم أن التحليلات المطبقة على اللغات المكتوبة/المنطوقة ليست كافية لالتقاط ما يسميه "الخصائص البصرية والمكانية والحركية للغات الإشارة".:110 وعلى نحو مماثل لما ذكره براج، فإنه يشير إلى أن الموقّع يتحكم في مجال الرؤية مثلما تفعل كاميرا الفيلم، فضلاً عن تتبع المشاهد وتحريكها عبرها. تتمتع اللقطات الفردية داخل الفيلم بالمرونة في طولها وزاوية رؤيتها، ويتم تجميعها معًا من خلال عملية التحرير. يمكن قول الشيء نفسه عن الأنواع الأدبية في لغة الإشارة الأمريكية، والتي تتنقل بين المشاهد والشخصيات المختلفة، وتتداخل مع الحوار والفعل.:111
تعتبر القصص المصنفة أحد الأمثلة على النوع الأدبي الذي يستخدم التقنيات السينمائية لسرد القصص بلغة الإشارة الأمريكية. ومن خلال استخدام أنواع مختلفة من المصنفات، فإنهم يدمجون بشكل طبيعي التقنيات السينمائية من خلال إظهار الأشياء والأحداث على نطاق متفاوت. في حين يمكن تطبيق التقنية السينمائية على أي نوع من أنواع لغة الإشارة الأمريكية، هناك نوع مخصص على وجه التحديد لهذه التقنيات، يسمى القصص السينمائية، والتي غالبًا ما تكون عبارة عن إعادة تمثيل موقعة لمشاهد الأفلام.:30 هناك نمطان من القصص السينمائية، إما نمط "الحركة الحية" أو نمط "الرسوم المتحركة". وتُعد قصة "دوراسيك بارك" للكاتب ماني هيرنانديز، والتي تصور مشاهد من فيلم "جوراسيك بارك" من خلال تقنية سينمائية، مثالاً على أسلوب التصوير الحي. يتأثر أسلوب الرسوم المتحركة بالرسوم المتحركة الكرتونية، ويستخدم المصنف لوصف الأحداث مثل خروج العينين من الرأس. يتم استخدام هذا غالبًا في تقنيات التشخيص، حيث يستخدم الأشخاص جزءًا من أجسادهم لإضفاء الحياة على شيء ما وإظهار مشاعره.:31

#### أمثلة على الأجهزة السينمائية
- زوايا الكاميرا مثل لقطة الزاوية المستقيمة أو لقطة مستوى العين: يواجه الشخص الذي يوقع للأمام، ويوقع كما لو كانت الكاميرا تصور على مستوى عين الشخص الذي يوقع.
- القطع مثل تغيير الأدوار لتصوير الحوار: تستخدم عادة لتصوير الاختلافات في الشخصيات في القصص أو للانتقال من مشهد إلى آخر. قد يقوم الموقّع بتحريك جسده من مواجهة اليسار إلى مواجهة اليمين لإظهار هذا التغيير في الحوار.
- اللقطات البعيدة أو أحجام اللقطات مثل اللقطات القريبة: تستخدم لتحديد المسافات بين الأشياء أو الشخصيات داخل القصة. يمكن أن تنتقل العلامات من تأطير مكان بأكمله إلى موقع أو كائن محدد داخل هذا المكان.
- التأطير المتحرك أو اللقطة التالية: تحاكي حركة الكاميرات في الفيلم. يساعد هذا في تحديد وتيرة تحرك الأشياء أو الأفراد داخل القصة. يمكن أيضًا استخدام هذه التقنية للتأكيد على مشاهد معينة داخل القصة، على سبيل المثال، استخدام الحركة البطيئة لتصوير حدث ما.
- تكبير العدسة: على غرار تكبير العدسة في الفيلم، تتحرك الأيدي إلى الأمام أو بعيدًا عن الجمهور لإظهار أن الكائن أو الفرد أصبح أكبر أو أصغر فيما يتعلق بمنظور القصة.

### اللغة البصرية العامية
اللغة البصرية العامية هي أحد أشكال أداء لغة الإشارة الأمريكية الذي طوره برنارد براغ والذي يعتمد بشكل كبير على التقنيات السينمائية. اختار الاسم لأنه يستخدم اللغة العامية للقصص السينمائية.:110 اللغة البصرية العامية هي شكل تعبيري وفني لسرد القصص بلغة الإشارة. يستخدم الراوي تقنيات بصرية مثل تغيير الأدوار، وتعبيرات الوجه، والتقليد لسرد قصة بطريقة معبرة بصريًا. إن استخدام العلامات الأيقونية، أو العلامات التي تبدو وكأنها تمثلها، إلى جانب تغيير الأدوار والتقنيات الأخرى المستخدمة في اللغة البصرية العامية، يسمح بفهم القصص عالميًا. حتى لو تم سرد القصة من قبل شخص يستخدم لغة الإشارة الأمريكية، فمن الناحية النظرية يمكن للمشاهدين الذين يستخدمون لغات الإشارة الدولية، وحتى الأفراد الذين يسمعون ولا يفهمون لغة الإشارة، فهم هذه القصة. بدلاً من مجرد سرد قصة، يستخدم مؤدي الإشارات اللغة البصرية العامية لكي يصبح القصة من خلال تغيير الأدوار وتقنيات التقليد، وترجمة القصة إلى الفضاء البصري. اللغة البصرية العامية هي أداة مهمة في أدب لغة الإشارة الأمريكية، وخاصة في الشعر الذي يتم أداؤه أمام الجمهور. يتم استخدام اللغة البصرية العامية لتصوير المشهد في القصيدة واستخدام أساليب بصرية مفصلة للغاية لإعلام الجمهور بما يحدث في القصيدة. إن هذه الطبيعة البصرية المعقدة للشعر هي التي تجعل من المستحيل في كثير من الأحيان ترجمته مباشرة إلى اللغة الإنجليزية من لغة الإشارة الأمريكية.:154–159

### تجسيد
يتضمن التجسيد في لغة الإشارة استخدام جزء من جسم الراوي لتمثيل كائن في القصة. إن القيام بذلك يسمح للكائن بأن "يصبح حيًا" في القصة. من الأمثلة الشائعة جدًا للتشخيص في قصص لغة الإشارة هو استخدام رأس الراوي لتمثيل الأشياء المستديرة مثل أنواع مختلفة من الكرات. وبينما يتم تمثيل القصة، يصبح رأس الراوي هو الكرة، ويستطيع الراوي أن يمثل المشاعر التي قد تشعر بها الكرة طوال القصة، وبالتالي تجسيد الكرة. يحدث هذا غالبًا في "أسلوب الرسوم المتحركة" في تقنية التصوير السينمائي.:31–2

## الأنواع

### شِعر
كانت فترة الثمانينيات بمثابة وقت الابتكار للشعراء الصم. في هذا الوقت بدأ شعراء مثل إيلا ماي لينتز وكلاتون فالي في تأليف الشعر الأصلي بلغة الإشارة الأمريكية، على عكس ترجمات الأدب الإنجليزي بلغة الإشارة الأمريكية التي أنتجتها الأجيال السابقة.:61 وقد تزامن ذلك مع مشهد الشعر بلغة الإشارة الأمريكية الذي تشكل خلال نفس العقد في المعهد التقني الوطني للصم (NTID) في روتشستر، نيويورك، والذي استمر حتى عام 1991 تقريبًا عندما انتقل الشعراء في طرق منفصلة.:464 تمشيا مع التقاليد المجتمعية لرواة القصص الصم، كان للشعراء الأكبر سنا والأكثر خبرة تأثير على الجيل الأصغر من الشعراء، وكان جميع الشعراء يتبادلون التعليقات مع بعضهم البعض بشكل مفتوح. ومن خلال هذه العملية، تطور الشعراء الصم من خلال موهبتهم الطبيعية وتبادلاتهم مع الشعراء الأكثر خبرة.:466–67 وكان هناك أيضًا تبادل مهم للأفكار بين الشعراء السامعين، مثل ألين جينسبيرج وجيم كوهن، والشعراء الصم في مجتمع روتشستر.:467 كان أحد أبرز التبادلات هو قيام الشاعر الأصم باتريك جرايبيل بتمثيل صورة "جهاز تشغيل هيدروجيني" من قصيدة " العواء " لألين جينسبيرج خلال ندوة في عام 1984. عندما سُئل عن سبب اختياره لكلمة "هيدروجين"، أوضح جينسبيرج أنه أراد أن تكون الصورة المروعة للقنبلة الهيدروجينية بمثابة استعارة لوصول موسيقى الروك أند رول.:464 نجح تصوير جرايبيل البصري في لغة الإشارة الأمريكية لـ "صندوق الموسيقى الهيدروجيني" في إحياء الصورة، وهو ما كان جينسبيرج يحاول تحقيقه من خلال كلمات شعره البيتي.:6 ويشير سوتون-سبنس إلى أن طاقة الشعراء في NTID في الثمانينيات كانت أقرب إلى صور جينسبيرج، حيث كانوا يخلقون "صندوق الموسيقى الهيدروجيني الخاص بهم من شعر لغة الإشارة الأمريكية".:464–65
إن ترجمة شعر لغة الإشارة إلى لغة منطوقة أو مكتوبة أمر صعب للغاية، لأنه من المستحيل ترجمة الحركات وتعبيرات الوجه والقصة التي يرويها جسد الشاعر نفسه إلى كلمات. في لغة الإشارة، يقال غالبًا أن الشعر يتم التعبير عنه من خلال جسد الشاعر، ويتم أداء القصيدة بدلاً من الإشارة إليها ببساطة. لدى شعراء لغة الإشارة الأمريكية ارتباط جسدي أكبر بأعمالهم بسبب الحاجة المتأصلة للتعبير عن أعمالهم من خلال أجسادهم. لا ينفصل الشاعر المؤدي أبدًا عن إبداعاته لأنه دائمًا أمام الجمهور، سواء شخصيًا أو عبر الفيديو.:130–31 تقارن هايدي إم. روز شعراء لغة الإشارة الأمريكية بفناني الأداء، بمعنى أن كليهما يخلق أعمالاً فنية يتم التعبير عنها من خلال أجسادهم. كلا النوعين غالبًا ما يكونان سيرة ذاتية ولا يفصلان الفنانين عن الأعمال الفنية التي يبدعونها. في فن الأداء، يكون للفنانين والجمهور علاقة مختلفة مع بعضهم البعض مقارنة بأشكال الفن الأخرى؛ حيث يؤدي الفنانون ويطورون إحساسهم بذواتهم ويكون لدى الجمهور فهم أعمق للفنان.:133–35
تقدم سينثيا بيترز مقارنة مماثلة بين شعر لغة الإشارة الأمريكية وتقاليد الشعر الشفهي المنطوق. لا يتم قراءة الشعر الشفهي بصوت عالٍ فحسب، بل يتم تجربته في إطار مجتمعي. يتجمع الجمهور للمشاركة في تجربة جماعية، ويقوم الشعراء الشفويون بإنشاء أعمال تناسب جمهورهم الخاص وتتعلق بهم باستخدام أجسادهم وتعبيراتهم ودعائمهم.:153 على غرار أنواع فنون الأداء التي ناقشتها روز، فإن الشعر الشفوي مليء بالجوانب التي يغرسها المؤدي والتي لا يمكن توصيلها من خلال الكتابة. تختلف كل نسخة من القصيدة عن الأداء الأخير، ومن المستحيل تحديد نسخة واحدة موثوقة. وعلاوة على ذلك، ونظراً لأن الشاعر الشفهي هو عادة عضو في المجتمع الذي يؤدي إليه، فإن المراقبين الآخرين الذين يفتقرون إلى المعرفة الثقافية للمجموعة قد يفوتون الفروق الدقيقة التي يفهمها الجمهور المستهدف. يلاحظ بيترز أن الشعر الشفهي في اللغات المنطوقة أصبح أقل شيوعًا، ولكن بسبب الطبيعة غير المكتوبة لشعر لغة الإشارة الأمريكية، إلى جانب ميله إلى الإبداع والأداء أمام الجمهور، فهو شكل فني شفوي مزدهر.:154 وفيما يتعلق بشعر لغة الإشارة الأمريكية، يثير هذا السؤال الصعب حول التأليف، وكيف يرتبط فنان آخر بعمل تم أداؤه في الأصل بواسطة جسد شخص آخر. يجب على المؤدي أن يكون لديه فهم لكل حركة دقيقة يستخدمها المؤلف الأصلي وأن يطور تفسيره الخاص.:136–37 يلاحظ روز أن فناني لغة الإشارة الأمريكية لديهم سلطة فنية أكبر على أعمالهم مقارنة بفناني الأنواع الأخرى، وحتى عندما يؤدي فنانون آخرون قصائد لغة الإشارة الأمريكية، لا يزال هناك عنصر من المؤلف الأصلي في القطعة.:143
يختلف شعر لغة الإشارة بشكل كبير عن شعر اللغات المنطوقة، لكنه يستخدم بعض التقنيات المتوازية. على سبيل المثال، غالبًا ما يكون تكرار الأصوات الساكنة مهمًا في الشعر المنطوق، ولكن شكلًا من أشكال التكرار، وتكرار أشكال اليدين والميزات الأخرى، يُقدَّر أيضًا باعتباره ميزة فنية بطريقة موازية للشعر الموقّع.
من بين الشعراء الصم المشهورين كلايتون فالي، وإيلا ماي لينتز، وباتريك جرايبيل، والذين ظهروا جميعًا في سلسلة الفيديو لعام 1990، الشعر في الحركة: الأعمال الأصلية بلغة الإشارة الأمريكية.:148 في أوائل تسعينيات القرن العشرين، كان كاليتون فالي أول شخص يدرس شعر لغة الإشارة الأمريكية بهدف محاولة معرفة كيفية تعريف "سطر" في شعر لغة الإشارة الأمريكية، تمامًا كما قد يفعل المرء في النوع الشعري المنطوق/المكتوب.:95 بدأ بدراسة السمات الصوتية للغة الإشارة الأمريكية مثل شكل اليد والحركة واتجاه راحة اليد والعلامات غير اليدوية لتحديد ما إذا كانت أشعار لغة الإشارة الأمريكية قادرة على القافية كما تفعل اللغات المنطوقة أم لا. نظرًا لأن لغة الإشارة الأمريكية تحتوي على العديد من السمات الصوتية التي تحدث في وقت واحد، فإن علامات لغة الإشارة الأمريكية قادرة على القافية بعدة طرق في وقت واحد، وهو ما لا تستطيع اللغات المنطوقة تحقيقه. على سبيل المثال، في قصيدة فالي "ندفة الثلج"، تستخدم علامات LEAVES-FALL وGRASS-WITHER كلتا العبارتين يدين في شكل 5 أيدي تتحرك في حركة لأسفل مع جبين مقطب، مما يخلق ثلاث قوافي متزامنة.:97 حاول بومان العثور على ميزات أخرى لتحديد مفهوم "الخط" في شعر لغة الإشارة الأمريكية، بدلاً من التركيز على فواصل الأسطر الصوتية التي تحد من تحليل شعر لغة الإشارة الأمريكية بنفس الطريقة التي يتم بها تحليل اللغات المنطوقة. ويشير إلى أن الطبيعة البصرية والحركية للغة الإشارة الأمريكية تسمح بتحليل "الخط" من حيث حركات الجسم عبر الفضاء، بحيث لم يعد "الخط" يقتصر على اتجاه صارم من اليسار إلى اليمين.:104 وهو يطبق's  قاموس أكسفورد الإنجليزي للخط، "اتجاه ومسار الحركة" بشكل مباشر على كيفية تحليل الخط البصري لشعر لغة الإشارة الأمريكية.:106 تتضمن طريقته في التحليل النظر في كيفية نسج التقنيات السينمائية واللغة البصرية العامية في نسيج شعر لغة الإشارة الأمريكية، والتخلي عن الأساليب الصوتية للتحليل لصالح تحديد كيفية تنظيم الفنانين الصم لمساحة الإشارة الخاصة بهم.:110

### الحكايات الشعبية
يُعرّف بن باهان الحكايات الشعبية في أدب لغة الإشارة الأمريكية بأنها القصص التي كانت موجودة منذ فترة طويلة في المجتمع دون أصل معروف. يساعد الفولكلور على إنشاء أساس أدبي مشترك يوحد الأفراد الصم.
سوزان روثرفورد وسيمون كارمل هما أبرز الباحثين في الفولكلور الخاص بلغة الإشارة الأمريكية، حيث وثقا القصص التي يتواصل فيها أفراد مجتمع الصم مع بعضهم البعض على الرغم من العوائق التي قد تمنعهم من القيام بذلك.

### سرديات التجربة الشخصية
تشكل التجارب الشخصية جزءًا كبيرًا من القصص التي يرويها مجتمع الصم. في كثير من الأحيان يتم سرد هذه التجارب الشخصية بهدف خلق شعور بالتجربة المشتركة بين الأفراد بالإضافة إلى تسليط الضوء على التجربة الفردية لراوي القصص. وتسمح أيضًا السرديات الخاصة بالتجربة الشخصية بدمج العديد من القصص، مما يزيد من ربط أعضاء مجتمع الصم معًا.

### توقيع الإيقاع
الإشارة الإيقاعية هي نوع من أداء لغة الإشارة التي تنطوي على الإشارة مع إيقاع معين، مثل الأغنية في اللغة المنطوقة. الطبول هي آلة إيقاعية معروفة على نطاق واسع. يأتي اسم التوقيع الإيقاعي من حقيقة أن هذا النوع من التوقيع يشبه إيقاعات مثل إيقاعات الطبل في الأغنية. غالبًا ما يتم أداء الأغاني التي تحمل توقيع الإيقاع مثل الترانيم أو الهتافات، وهي شائعة في الإعدادات الجماعية. على سبيل المثال، أحد الأمثلة المعروفة على نطاق واسع لتوقيع الإيقاع هو "أغنية البيسون"، والمعروفة أيضًا باسم أغنية القتال في جامعة جالوديت. إن التوقيع بهذه الطريقة له طابع غريب وموسيقي يجعله فريدًا من نوعه.

### قصص شكل اليد
تمزج قصص ABC بين النظام الصوتي الأبجدي للغة الإنجليزية والجوانب الصوتية للغة الإشارة الأمريكية. يتم إعداد بنية القصة من خلال هيكلتها حول الأبجدية من أجل تحديد أشكال اليد في لغة الإشارة الأمريكية التي سيتم استخدامها في القصة، ويتم تنفيذ القصة نفسها في لغة الإشارة الأمريكية.:37 يتم دائمًا توقيع قصص ABC وفقًا للترتيب الأبجدي، مع اتباع كل شكل يد متتالي لتسلسل الحروف الأبجدية.:37 على سبيل المثال، قد يمثل شكل اليد "A" شخصًا يطرق الباب، و"B" بابًا مفتوحًا و"C" شخصًا يبحث في أرجاء الغرفة.:41 في بعض الظروف، تكون أشكال اليد "N" و"H" و"U" و"V" قابلة للتبادل لأنها جميعها تتشكل باستخدام شكل يد مكون من إصبعين. وينطبق الشيء نفسه على أشكال اليد "M" و"W"، والتي يتم تشكيلها باستخدام شكل يد بثلاثة أصابع.:47 وبالمثل، فإن أشكال اليد "K" و"P" هي نفسها، ويمكن قول الشيء نفسه عن أشكال اليد "U" و"H" و"N"، وإن كان ذلك باتجاهات مختلفة لراحة اليد. تسمح قصص ABC للموقعين بالتركيز بشكل أساسي على شكل يد هذه الحروف، حتى لا يقلقوا بشأن اتجاه راحة اليد في سرد القصة.:40 يلاحظ بن باهان أن هناك العديد من الموضوعات المشتركة بين قصص ABC،:40 لكن سوزان روثيفورد لاحظت أن محتوى قصص ABC ليس هو محور تركيزها الأساسي؛ بل إن مهارة الأداء لدى الموقّع هي الجانب الأكثر أهمية.:53 يتم تقديم هذا النوع عادةً للأطفال الصم في سن المراهقة من قبل أقرانهم الأكبر سنًا أو أفراد الأسرة.:62
تتشابه قصص الأرقام مع قصص الأبجدية في أنها يجب أن تُروى بالترتيب العددي، باستخدام شكل اليد "1" أولاً، ثم شكل اليد "2"، وهكذا. ويجب إنشاؤها باستخدام أشكال اليد الرقمية على التوالي لسرد قصة.:41 تعتبر هذه القصص أكثر مرونة بعض الشيء، حيث يمكن أن تختلف في الطول بناءً على مدى رغبة الراوي في العد.
تعتمد الألعاب على الكلمات المكتوبة بالأصابع لإنشاء قصة مكونة من أشكال الأيدي التي تمثل الحروف الإنجليزية لكلمة مختارة، باتباع تسلسل الحروف بالترتيب.:41 يتم استخدام كل حرف عادةً لتوضيح سمة مميزة للكلمة المختارة، ودمج أشكال اليد مع علامات وإيماءات لغة الإشارة الأمريكية.:74–6 تلاحظ سوزان رذرفورد أنه على النقيض من قصص ABC، فإن محتوى القصص اللفظية المكتوبة بالإصبع له معنى أكثر أهمية.:81 يستخدم أحد أشكال هذا النوع أحرف الكلمة أو العبارة لتمثيل الكلمة بصريًا، بدلاً من استخدام جوانب من إشارات لغة الإشارة الأمريكية. على سبيل المثال، عبارة FALLING LEAF في مسرحية My Third Eye تم الإشارة إليها من مواقع عالية إلى منخفضة في مساحة الإشارة وكل حرف يلتف ويدور ليوضح ورقة تنجرف إلى الأرض.:81–2
تحتوي القصص التي تحتوي على قيود نوع شكل اليد على مجموعة أكثر محدودية من أشكال اليد. يقوم الراوي باختيار أشكال اليد التي سيتم تضمينها في القصة، ويجب عليه استخدام هذه الأشكال فقط. يجب أن تتبع القصة القصد الأصلي الذي تم من خلاله تضمين أشكال الأيدي، مع إجراء الانحرافات فقط حسب الضرورة وفي حدود المعقول، ويجب عليهم إنشاء قصة متماسكة ضمن هذه القيود.:42

### الأعمال المترجمة والروايات الأصلية
غالبًا ما تأخذ الأعمال المترجمة قصصًا معروفة في الأدب المطبوع وتترجمها إلى لغة الإشارة الأمريكية، مما يمنحها دون وعي خصائص الأفراد الصم أو تعيين الأبطال على أنهم صم والمعارضين على أنهم سامعون.
مع زيادة تكنولوجيا تسجيل الفيديو، أصبح من الممكن أداء الخيال الأصلي باللغة الأمريكية وحفظه بسهولة أكبر من الماضي. يمكن أن تظهر روايات لغة الإشارة الأمريكية في شكل قصة قصيرة أو رواية أو رواية قصيرة.
تم إنتاج ترجمة كاملة لترجمة العالم الجديد بلغة الإشارة الأمريكية بواسطة شهود يهوه. يمكن مشاهدته عبر الإنترنت ويمكن تنزيله كمجموعة من ملفات إم فور في. وهو متاح أيضًا في تطبيق لغة إشارة شهود يهوه في متاجر التطبيقات.

## الفرق المسرحية والعروض

### المسرح الوطني للصم
بدأ المسرح الوطني للصم (NTD) لأول مرة في عام 1967. قبل المسرح الوطني للصم، كان مسرح الصم يتألف من ثلاث مجموعات مسرحية صغيرة للهواة، ونوادي محلية للصم حيث يمكن للأفراد تقديم عروض التمثيل الصامت، أو قراءة القصائد، أو حيث يتم عرض الأفلام المصاحبة. كان عالم الصم يفتقر إلى منصة حيث يمكنهم التعبير عن أنفسهم والأداء. جاءت فكرة المسرح الوطني للصم من إنتاج برودواي لمسرحية صانع المعجزات، وهي قصة هيلين كيلر، التي كانت عمياء وصماء. بعد أن استلهمت من رؤية لغة الإشارة على المسرح، انضمت الممثلة آن بانكروفت، التي لعبت دور آن سوليفان في إنتاج صانع المعجزات، إلى عالمة النفس إيدنا سيمون ليفين لمحاولة جلب مسرح الصم إلى المسرح.
تتمثل مهمة المسرح الوطني للصم في: "تقديم أعمال مسرحية بأعلى جودة، وأداء بأسلوب فريد ابتكرناه من خلال مزج لغة الإشارة الأمريكية والكلام المنطوق". توفر المسرح الوطني للصم منظمة حيث يمكن للممثلين والممثلات والكتاب المسرحيين الصم وضعاف السمع وحتى الذين يسمعون أن يؤدوا ويتدربوا. أصبح المسرح الوطني للصم "محفزًا للتغيير" الذي أثبت قيمة وموهبة الأفراد والفنانين الصم أثناء عرض جمال لغة الإشارة على المسرح. يتم التحدث والإشارات في العديد من إنتاجات المسرح الوطني للصم في نفس الوقت، مما يسمح للممثلين الصم بالأداء بطريقتهم الطبيعية للتواصل مع تشجيع الجمهور السامع على تجربة هذا النوع من المسرح.:107–108

### مسرح ديف ويست
تأسس مسرح ديف ويست في عام 1991. تقع، وتأسست، في لوس أنجلوس، كاليفورنيا. يعرض مسرح الصم الغربي للجمهور ثقافة الصم ولغة الإشارة من خلال الوسائل الفنية. الهدف هو ربط عالمي الصم والسامعين من خلال الشغف بفنون المسرح. نظرًا لأن مسرح الصم الغربي يقع في لوس أنجلوس، فهو يوفر على وجه التحديد الفرصة للأفراد الصم وضعاف السمع في المنطقة للوصول إلى الخبرة والمشاركة في المسرح الاحترافي، وهو ما لم يكن ممكنًا لولا ذلك.

### مسرح نيويورك للصم
تأسس مسرح نيويورك للصم في عام 1979. كان الممثلون الصم في منطقة مدينة نيويورك يرغبون في الحصول على فرصة للأداء بلغة الإشارة الأمريكية، وهو الأمر الذي لم يكن ممكناً في أي مكان في مدينة نيويورك في ذلك الوقت. اجتمعت المجموعة لتشكيل مسرح نيويورك للصم، والذي يعد اليوم أقدم شركة مسرحية للصم في مدينة نيويورك.

## المواضيع المشتركة
تعكس الموضوعات المشتركة بين أنواع أدب لغة الإشارة الأمريكية عادةً تجارب الحياة المشتركة لمجتمع الصم الأمريكي. يقترح تود زوبيك وجاني جرينوالد أن استخدام ما يسمونه "عدسة الصم" لتحليل الأدبيات يسمح لقارئ نص لغة الإشارة الأمريكية بالتعرف على هذه الموضوعات وفهم تجارب مجتمع الصم.:442 يولد الأفراد الصم عادة لوالدين قادرين على السمع، وبالتالي لا يتعرضون لمجتمع الصم وثقافتهم في بيئاتهم المنزلية. ويؤدي هذا إلى عدم إدراك العديد من الأفراد الصم أنهم أعضاء في ثقافة أقلية ما لم يبدأوا في الالتحاق بمعهد سكني للصم، حيث يبدأون في تطوير الشعور بالذات وتعلم عادات وقيم مجتمع الصم.:443–44 يروي المعلمون والطلاب الأكبر سنًا القصص للطلاب الأصغر سنًا أو الجدد كوسيلة لمساعدتهم على تطوير هوياتهم الصماء.:446 يتردد صدى هذه التجربة من خلال موضوع مشترك في أدب لغة الإشارة الأمريكية، وهو "العودة إلى الوطن".:228–29 وفي هذه الأماكن يجد الأفراد الصم آخرين مثلهم ويشكلون عائلة بعيدًا عن المنزل، حيث يشعرون بالانتماء. وعلى هذا النحو، تؤكد بعض أعمال أدب لغة الإشارة الأمريكية على أهمية تطوير هذا الوطن بعيدًا عن الوطن.:234–35
أحد الأمثلة التي تمثل موضوع العودة إلى المنزل هي قصيدة كلايتون فالي "طفل الشرنقة"، حيث تبدأ الطفلة بالتجوال بلا هدف، ثم تغلق عينيها وتغلق جسدها من خلال الالتفاف وقبضتيها لتمثيل كيفية قطع مجتمع الصم عن العالم، ثم يقترب منها آخرون ويساعدون الطفلة على ترك "شرنقتها" والتحول من خلال الانفتاح على العالم لتمثيل أنها اكتسبت الآن إحساسًا بالذات.:231–32 مثال آخر هو قصيدة ديبي ريني "الثقب الأسود: الألوان بلغة الإشارة الأمريكية". يصور شخصًا يتسلق سلمًا، وهو غير متأكد مما سيتركه خلفه. وبينما يستمر الشخص في التسلق، تجد علب طلاء، فتغمس يديها فيها لتمثل اكتشافها واستخدامها للغة الإشارة الأمريكية. يقوم شخص آخر بهز قاعدة السلم، مما يتسبب في انسكاب الطلاء وإنشاء حفرة يبدأ السلم في السقوط فيها. تصبح هذه لحظة وعي للشخص، بأن الثقافة السائدة لم تعد حيث يريد أن يكون، فتلوح بذراعيها لتظل منغمسة في لغتها وثقافتها الجديدة.:232–33
هناك تكرار آخر لهذا الموضوع في قصيدة "إلى أم سامعة" للشاعرة إيلا ماي لينتز. يتناول هذا العمل المهمة الشاقة المتمثلة في إيصال رسالة إلى أم الطفل الأصم مفادها أن عائلته ومنزله الآخر، والذي لا يقل أهمية، سيكونان في مجتمع الصم.
هناك موضوع مشترك آخر في أدب وثقافة الصم وهو فكرة "خروج المجتمع إلى النور"، والتي ترتبط بالقرب الذي يشعر به أعضاء مجتمع الصم عندما يكونون معًا بسبب وسيلة اتصال مشتركة.:48 مسرحية من إنتاج المسرح الوطني للصم بعنوان عيني الثالثة، تتناول موضوع الضوء. في أحد المشاهد، بعد أن تنقذ طائرة هليكوبتر شخصًا من عاصفة عنيفة في البحر، تشرق الشمس فوق الماء، والتي يصورها المؤدون الصم باستخدام أيديهم لتصوير أشعة الشمس الساطعة. إن تجمع مجتمع الصم يخلق الأمل، وبالتالي النور.:49 هناك موضوع شائع آخر في أدب لغة الإشارة الأمريكية تم التطرق إليه في كتابي "عيني الثالثة " وهو "حالة العالمين"، والتي تتناول وضع ثقافة الأقلية الصماء الموجودة داخل ثقافة الأغلبية السامعية في المجتمع.:74 يروي أحد الشخصيات تجربته عند وصوله إلى معهد سكني للصم، وهو بيئة غير مألوفة له، وتركه والدته هناك لأول مرة. بمرور الوقت، بدأ يدرك أن أفراد الثقافة الأغلبية لديهم وجهة نظر مختلفة للواقع وطريقة مختلفة للعيش عن الثقافة الأقلية داخل المعهد.:75
هناك قصة تقليدية أخرى تُحكى عادةً في مجتمع الصم، تُسمى Eyeth، تعكس هذه الحالة التي تتسم بالعالمين:230 بحيث تصبح ثقافة الصم هي الأغلبية وثقافة السمع هي الأقلية. في النسخة التي رواها سام سوبالا، لا يرغب صبي أصم صغير في العودة إلى منزله مع عائلته التي تسمعه لقضاء عطلة نهاية الأسبوع. يخبره أحد المعلمين عن كوكب معروف باسم Eyeth، حيث يتواصل الجميع من خلال لغة الإشارة. عندما يصبح الطفل بالغًا، ينتقل إلى Eyeth ويصبح مدرسًا للصم للأطفال الذين يسمعون. في أحد الأيام، تشعر إحدى الطالبات بالضيق لأنها لا تريد العودة إلى منزل عائلتها الصماء لقضاء عطلة نهاية الأسبوع، لذلك يواسيها بإخبارها عن كوكب الأرض، حيث يمكن لغالبية الناس السمع والتواصل عن طريق التحدث. تلعب القصة على أهمية التعرف على ثقافة مشتركة، وعلى اللعب على الكلمات "ear-th" و"eye-th" للأغلبية من الكواكب السمعية والأغلبية من الكواكب الموقعة على التوالي.:11 تُروى هذه الحكاية التقليدية أيضًا في مسرحية كتبها آرون كيلستون في NTID، بعنوان "حكايات من الجانب الأصم".
هناك قصة تقليدية تؤكد على أهمية الهوية الصماء المشتركة، وتحكي عن جنديين من الحرب الأهلية، أحدهما من الشمال والآخر من الجنوب، وكلاهما كانا أصم. عند مواجهتهما، وجها بنادقهما نحو بعضهما البعض، ولكن عندما أدركا أنهما أصم، وضعا بنادقهما وبدأوا في الدردشة.:117 تُعد هذه القصة دليلاً قويًا على أن هوية الصم المشتركة بين الرجال قد تجاوزت كل الروابط أو التحالفات الأخرى التي شكلوها مع العالم الخارجي.:90; 118 لا يرى الشخصيتان الأصمتان انعكاسًا لأنفسهما في الشخصية الصماء الأخرى فحسب، بل يدعم كل منهما الآخر أيضًا بطريقة مشتركة بين الثقافات الأقلية.:120
قصة بن باهان "طائر ذو ريش مختلف" تخلق رمزية عن القمع الذي يواجهه بعض الأطفال الصم عندما يولدون في أسر تسمع،:12 ويستخدم أيضًا صور غياب الضوء.:49 في القصة، يولد طائر ذو منقار مستقيم في عائلة النسر. طوال القصة، تحاول عائلة النسر تشكيل الطائر ذو المنقار المستقيم ليناسب ثقافة المجتمع، وبالتالي إعداد قصة رمزية تحكي تجارب الأطفال الصم المولودين لعائلات تسمع والتي تحاول تشكيلهم ليناسبوا ثقافة المجتمع.:33 يقوم والدا النسر بتسجيل الطائر ذو المنقار المستقيم في مدرسة حيث من المفترض أن يتعلم كيفية التصرف مثل النسر، مثل تطوير مهارات الصيد، على الرغم من الاختلافات في خصائصه الجسدية. بل ويشجعونه على إجراء عملية جراحية لتغيير منقاره إلى شكل منحني أشبه بمنقار النسر.:175 النتيجة هي أن الطائر ذو المنقار المستقيم يشعر بأنه لا ينتمي إلى نوع واحد من الطيور، ويطير بعيدًا نحو غروب الشمس وحيدًا.:49 بالإضافة إلى اللعب بصور "الافتقار إلى الضوء"، يستخدم باهان حكاية حيوانية يتم فيها تجسيد الحيوانات لإيصال نقطة ما، وهو أمر شائع في الأدبيات الأقلوية. تتعلق هذه القصة بتجربة العديد من الأفراد الصم الذين يعتقد آباؤهم أن صممهم يحتاج إلى علاج، على الرغم من حقيقة أن العديد من أعضاء مجتمع الصم لا يتفقون مع هذا الرأي.:175–76
يؤكد كتاب "من أجل حياة كريمة" لسام سوبالا على أهمية المجتمع من خلال تتبع الصعوبات التي يواجهها أحد الصم أثناء محاولته كسب لقمة العيش لنفسه. إن انتصاره في نهاية القصة يمثل انتصار مجتمع الصم.:33 في بداية القصة، يغادر الرجل منزله ويلتقي بشخص أصم كبير السن، الذي يخبره عن نادي الصم المحلي ويدعوه للانضمام إلى المجتمع. وبمجرد أن يقبله المجتمع كعضو في المجموعة، يخبرونه عن مصنع محلي يمكنه أن يجد فيه عملاً. وعلى الرغم من كل الصعوبات، تم توظيف الرجل وأثار إعجاب المدير، مما أدى إلى توظيف أعضاء آخرين من مجتمع الصم في المصنع.:176

## روابط خارجية
- عروض تقديمية للمؤتمر الوطني لأدب لغة الإشارة الأمريكية لعام 1991 قدمها كلايتون فالي وبيتر كوك
- قسم جالوديت للفنون والاتصالات والمسرح
- مُعَرَّف بِأَسْلَامِ الأَسْلَام!